# بلال عبد الدايم
بلال عبد الدايم لاعب كرة قدم سوري من مواليد حمص، يلعب مع صور .

## روابط خارجية
- بلال عبد الدايم على موقع الاتحاد الدولي (مؤرشف)  (الإنجليزية)
- بلال عبد الدايم على موقع قاعدة بيانات كرة القدم.إي يو (الإنجليزية)
- بلال عبد الدايم على موقع ناشيونال فوتبول تيمز (الإنجليزية)
- بلال عبد الدايم على موقع Soccerway.com (الإنجليزية)
- بلال عبد الدايم على موقع كووورة